# Eylon Elazar
Eylon Elazar  (hebräisch אילון אלעזר; * 11. August 2000 in Gazit (Kibbuz)) ist ein israelischer Beachvolleyballspieler.

## Karriere
Der in Galiläa geborene Sportler erreichte nach drei nicht sehr erfolgreichen EM- bzw. WM-Teilnahmen im Jugend- und Juniorenbereich 2019 einen geteilten neunten Rang mit River Day bei der U20-Europameisterschaft. Das gleiche Resultat gelang ihm mit Ofri Masuri eine Saison später bei der nächst höheren Altersgruppe, welches er 2021 wieder mit Day durch das Erreichen des Viertelfinales noch einmal verbessern konnte. Mit ihm und mit Netanel Amiram Ohana bestritt er im gleichen Jahr weitere Wettkämpfe bei den Erwachsenen. Bestes Ergebnis war ein Bronzerang mit Letzterem beim Ein-Stern-Event in Budapest. Die beiden standen in der folgenden Spielzeit beim Futures in Cervia ebenfalls auf der untersten Stufe des Podests und bei den gleichwertigen Veranstaltungen in Klaipėda und auf Ios im Finale. Bei der EM in München blieben sie dagegen sieglos. In verschiedenen hochwertigen FIVB-Turnieren kamen sie über die Vorausscheidung nicht hinaus. Dies änderte sich im November in Torquay, als sie beim Challenge Pool C gewannen und sich so die Achtelfinalteilnahme sicherten und beim Elite16 am gleichen Ort, als sie die Qualifikation überstanden und danach die Gruppensieger Calvin und Quincy Ayé bezwangen, trotzdem jedoch als Poolletzte ausschieden. Nach der Europameisterschaft im nächsten Jahr, bei der die Israelis wieder keins der beiden Vorrundenspiele für sich entscheiden konnten, trennten sich ihre Wege.
Elazar setzte seine Karriere mit Kevin Cuzmiciov fort. Dem neuformierten Duo gelang die Endspielteilnahme beim Futures in Corigliano-Rossano und der Einzug ins Achtelfinale beim Challenge in Nuvali. Nach einigen weiteren jedoch vergeblichen Versuchen in der folgenden Saison, ins Hauptfeld eines hochwertigen World Tour Events zu kommen, siegte der Ältere der beiden ausgerechnet beim einzigen Wettbewerb 2024, bei dem er nicht mit Cuzmiciov antrat. Auf Ios nahmen Elazar und Day die Goldmedaille bei der Siegerehrung in Empfang. Anschließend erkämpften die Standardpartner der Spielzeit die Endspielteilnahme beim Futures in Brüssel, bevor sie 2025 beim gleichartigen Turnier in Songkhla zum ersten Mal gemeinsam auf der obersten Stufe des Treppchens standen. Dem folgte ein zweiter Platz in Nuvali, bevor sie ihren bis zu diesem Zeitpunkt wertvollsten Erfolg bei der internationalen Beachserie erkämpften. In der Qualifikation zum Challenge in Xiamen eliminierten sie zwei chinesische Teams, wurden im Pool C Zweite durch einen Sieg über die Österreicher Dressler / Waller, besiegten anschließend die Franzosen Bassereau / Aye sowie Bourne / Cory aus den Vereinigten Staaten und sicherten sich so den geteilten fünften Rang. Dieses Ergebnis konnten die Israelis beim gleichwertigen Event in Stare Jablonki wiederholen, nachdem sie zuvor das Futures in Krakau für sich entschieden hatten.